# Anna Haslam
Pour les articles homonymes, voir Haslam.
Anna Haslam (1829 - 1922) est une suffragette et figure majeure du mouvement féministe en Irlande.

## Jeunesse et vie familiale
Anna Maria Haslam (née Fisher) est née en 1829 à Youghal, dans le comté de Cork, en Irlande. Elle est la seizième des dix-sept enfants de Jane et Abraham Fisher. Les Fisher, famille originaire de Quaker, ont une affaire à Youghal et sont réputés pour leurs actions caritatives, notamment celles menées pendant la Grande Famine. Dans sa jeunesse, Anna Haslam est bénévole aux soupes populaires et participe à la création de petites entreprises artisanales : les femmes de la région y travaillent à la confection de dentelle, de crochet et la couture.  
Les valeurs d'égalité des sexes sont inculquées à Anna Haslam. Son entourage soutient les mouvements anti-esclavagistes et prône la tolérance et le pacifisme. Elle effectue sa scolarité dans des écoles de la banlieue de Quaker : la Newtown School dans le comté de Waterford et la Castlegate School dans le comté d'York. À la fin de ses études, elle devient aide-enseignante à l'Ackworth School, dans le Yorkshire. Là-bas, elle rencontre Thomas Haslam, originaire de Mountmellick (comté de Laois), qui y enseigne. 

## Vie personnelle

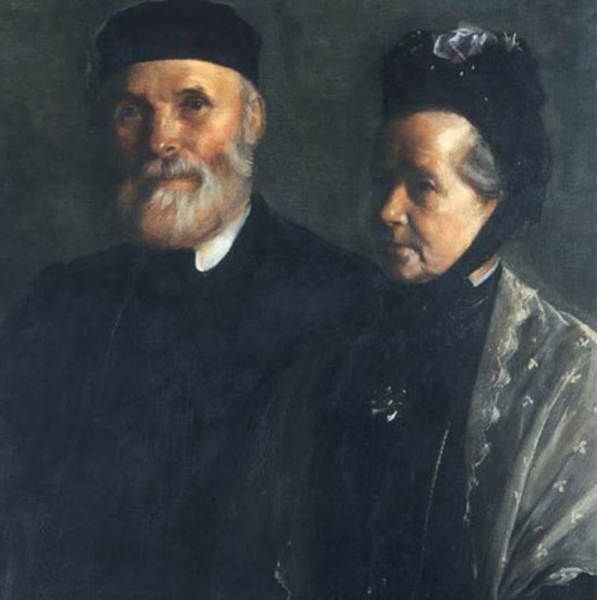
Thomas et Anna Haslam

Anna Fisher et Thomas Haslam se marient le 20 mars 1854 au bureau d'état-civil de Cork. Le couple ne veut pas d'enfant et Thomas Haslam plaidera plus tard, dans ses écrits, en faveur de la chasteté pour les hommes. 
Le couple partage les mêmes croyances en matière d'équité des sexes et Thomas Haslam soutient les campagnes de sa femme. Thomas Joseph Haslam, né en 1825 dans une famille Quaker, est un théoricien du féminisme. À partir de 1868, il écrit sur de nombreux articles sur les droits des femmes et les problèmes qu'elles rencontrent, comme la prostitution, la contraception et la lutte pour le droit de vote.  

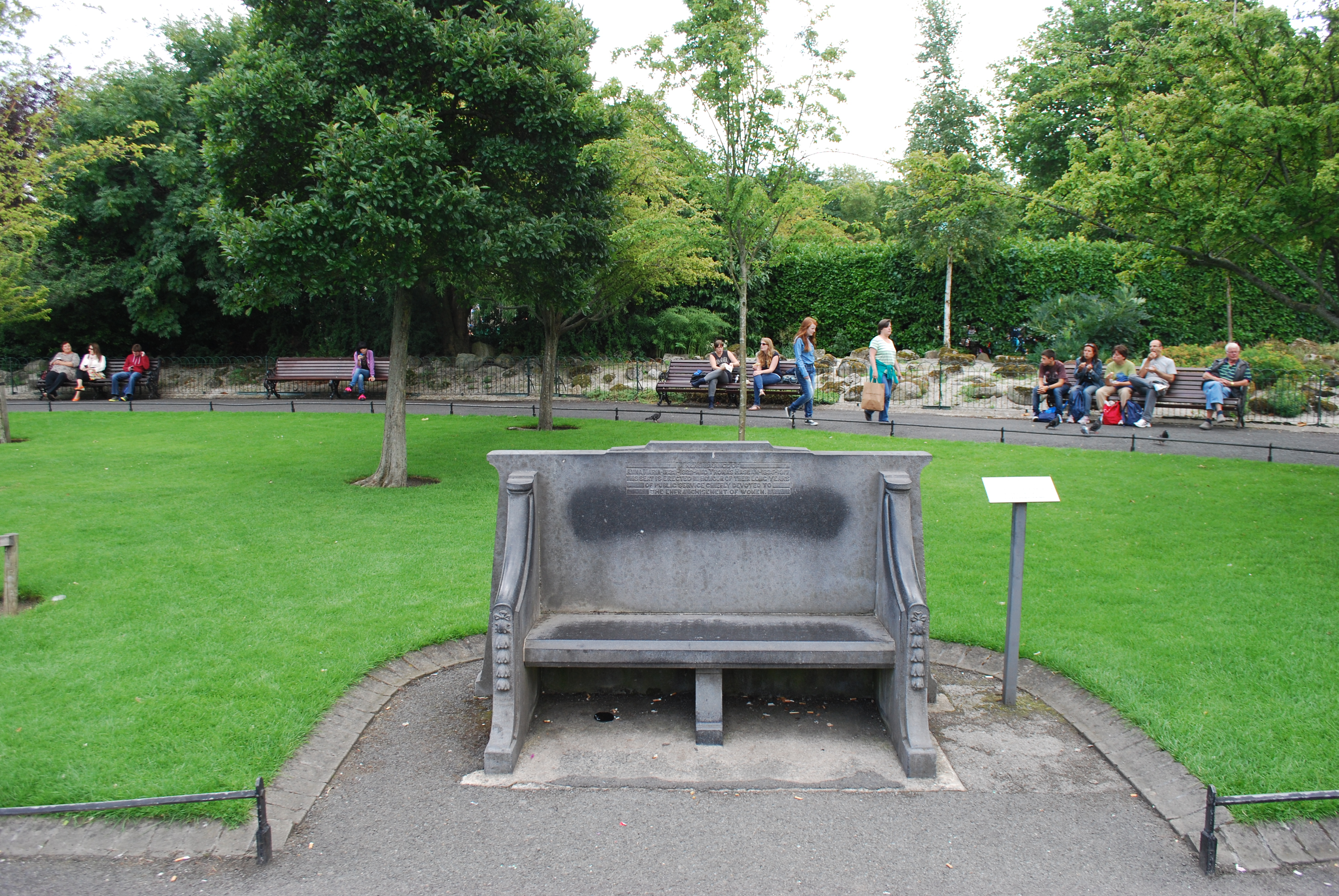
Mémorial d'Anna et Thomas Haslam à St Stephen's Green, Dublin.

Anna et Thomas Haslam sont tous les deux expulsés de la Société religieuse des Amis à cause de leurs intérêts pour les réformes sociales, mais maintiennent tout de même des liens avec la communauté. On[Qui ?] a dit de Thomas Haslam qu'il avait été renié pour ses idées contraires aux enseignements Quaker. En 1868, il publie un pamphlet intitulé « The Marriage Problem » (Le Problème du Mariage), dans lequel il soulève et approuve l'idée de la limitation des naissances et décrit un certain nombre de méthodes de contraception, incluant la méthode naturelle de calcul des jours. 
Anna et Thomas Haslam sont enterrés ensemble dans le cimetière Quaker à Temple Hill, Dublin. 

## Activisme féministe
Si l'on se souvient de Anna Haslam c'est pour son travail dans la lutte pour le droit de vote des femmes. C'est une pionnière dans les campagnes féministes irlandaises du XIXe siècle à prendre position et se battre pour l'obtention du doit de vote, dès 1866. Anna Haslam et son mari figurent parmi les fondateurs de la Dublin Women's Suffrage Association créée en 1874, organisation qui marque le début d'une véritable campagne pour le vote des femmes à Dublin. En 1896 les femmes obtiennent le droit d'être élues en tant que Poor Laws Guardians, les membres du corps officiel qui administrent la Poor Law. 
Les activistes féministes irlandaises de l’époque entretiennent une relation étroite avec leurs consœurs anglaises, et subissent la même discrimination dans l'éducation, l'emploi, la liberté sexuelle et la participation politique. 
Le Dublin Women's Suffrage Association organise la mise en place d'une mesure d'initiative parlementaire visant à supprimer l’inéligibilité des femmes non mariées dans les élections des Poor Laws Guardians. Le projet de loi est acté en 1896 et l'association écrit immédiatement aux journaux et publie des brochures expliquant la procédure à suivre pour voter ou être éligible, et encourage des femmes qualifiées à postuler.
Vers 1900, il y a  environ 100 femmes Guardians. Les femmes acquièrent le droit de vote aux élections locales et le droit de se porter candidates en tant que conseillères des arrondissements urbains et ruraux. En 1913, Anna Haslam démissionne du poste de secrétaire de l'association et en devient présidente à vie.

## Succès
L'une des plus longues campagnes d'Anna Haslam est celle pour l'abrogation du Contagious Diseases Act (Loi sur les maladies contagieuses) signé en 1864. Celui-ci autorisait la réglementation par l’État des prostituées dans les zones où l'armée était stationnée. Il permettait l'internement obligatoire de ces femmes pour une période maximale de 3 mois, étendue progressivement à 1 an. Des traitements médicaux furent également appliqués sur elles. L'acte avait pour but de réduire la propagation des maladies sexuellement transmissibles parmi les militaires. Anna Haslam s'oppose à ce décret qu’elle le considère comme une légitimation de la prostitution, de la marchandisation des femmes et des vies de familles sapées. La loi est finalement abrogée après 18 ans de campagne.
Anna Haslam est également engagée dans la pétition de 1866, qui obtient 1 499 signatures, pour l’extension du suffrage des femmes ainsi que celui des hommes. En 1867, le suffrage masculin est étendu mais il faut attendre 1911 pour que le mouvement obtienne une victoire significative : assurer le droit à postuler pour les femmes en tant que conseillères locales.
En 1918, à près de 90 ans, Anna Haslam se rend au scrutin « entourée de fleurs et de drapeaux », accompagnée par des femmes, dont la peintre Sarah Cecilia Harrison réunies en son honneur pour célébrer l'obtention du vote. Cette démonstration d'unité de la part des activistes de tous bords politiques assoit et reconnaît le rôle d'Anna Haslam dans la lutte pour le droit de vote. L'année même où elle meurt, en 1922, l’État libre d'Irlande étend le droit de vote à tous les hommes et toutes les femmes âgés de plus de 21 ans.